# Apomys hylocetes
Apomys hylocetes е вид гризач от семейство Мишкови (Muridae). Видът не е застрашен от изчезване.

## Разпространение и местообитание
Разпространен е във Филипини.
Обитава гористи местности, планини и възвишения.

## Описание
На дължина достигат до 11 cm, а теглото им е около 34,9 g.
Популацията на вида е стабилна.